# Раче
Раче (словен. Rače) — поселення в общині Раче-Фрам‎, Подравський регіон‎, Словенія.